# Shefqet Musaraj
Shefqet Musaraj (ur. 27 kwietnia 1914 w Smokthine k. Vlory, zm. 28 lipca 1986 w Tiranie) – albański pisarz i publicysta.

## Życiorys
Uczył się w szkole handlowej we Wlorze. Po ukończeniu szkoły zajął się drobnym handlem. Poprzez swoją siostrę był spokrewniony z Halimem Xhelo, który w 1932 r. przygotowywał spisek, skierowany przeciwko rządzącemu w Albanii królowi Zogowi I. Korespondencja z Halimem Xhelo posłużyła jako dowód przeciwko Musarajowi, który został wtrącony do więzienia i uwolniony po kilkunastu dniach, za kaucją. W czasie okupacji włoskiej przeniósł się do Tirany, gdzie w roku 1941 wstąpił do Komunistycznej Partii Albanii i pod pseudonimem Buburicka brał czynny udział w ruchu oporu. W tym czasie pisał artykuły do prasy konspiracyjnej, teksty pieśni partyzanckich, a także reportaże poświęcone działalności I Brygady Uderzeniowej AWN.
W roku 1945 zaangażował się w działalność wydawniczą. Był jednym z twórców pisma Bashkimi (Jedność). Kilka lat później wyjechał na studia filologiczne na Uniwersytecie Moskiewskim. W okresie rządów Envera Hodży zaangażował się w działalność publiczną, pełniąc funkcję sekretarza stanu w ministerstwie kultury, a także członka prezydium parlamentu albańskiego (alb.: Kuvendi Popullor). Był sekretarzem, a następnie przewodniczącym Ligi Pisarzy i Artystów Albanii. Na III kongresie tej organizacji w 1949 zaprezentował główny referat, dotyczący wprowadzenia metody socrealistycznej do literatury albańskiej. Usunięty z tego stanowiska w 1971 r. rozpoczął pracę w dzienniku Zëri i Popullit (Głos Ludu), który zamieszczał jego reportaże. Wkrótce potem został zwolniony i poświęcił się pisaniu poezji. W ostatnich latach życia ciężko chorował.
W roku 1930 opublikował swoje pierwsze utwory liryczne. W 1935 został wydany poemat Bujku i Hanko Hallës, opowiadający o życiu wsi albańskiej. Dzieło to włączyło go do nielicznej grupy ówczesnych pisarzy albańskich, skupiających się na tematyce społecznej. Większość jego dzieł powstała w okresie II wojny światowej, ale publikowano je dopiero w latach 60. XX w. W swoich utworach wychwalał czyn zbrojny komunistycznego ruchu oporu, przedstawiając w satyrycznym świetle działalność Balli Kombëtar.
Imię pisarza nosi jeden z placów w Tiranie i biblioteka miejska we Wlorze.

## Dzieła
- 1935: Bujku i Hanko Hallës (Chłop Hanko Halla), wyd. Tirana
- 1944: Epopeja e Ballit Kombëtar, wyd. Tirana, poemat
- 1956-1966: Para Agimit – (Przed świtem) – powieść
- 1979: Vepra letrare, wyd. Tirana
- 2000: Shtëllunga e urisë, wyd. Tirana, poezja
- Isha unë Çopo Rrapushi (To byłem ja, Çopo Rrapushi) – nowele
- Ças Lasarati – nowele